# Françoise Dumas

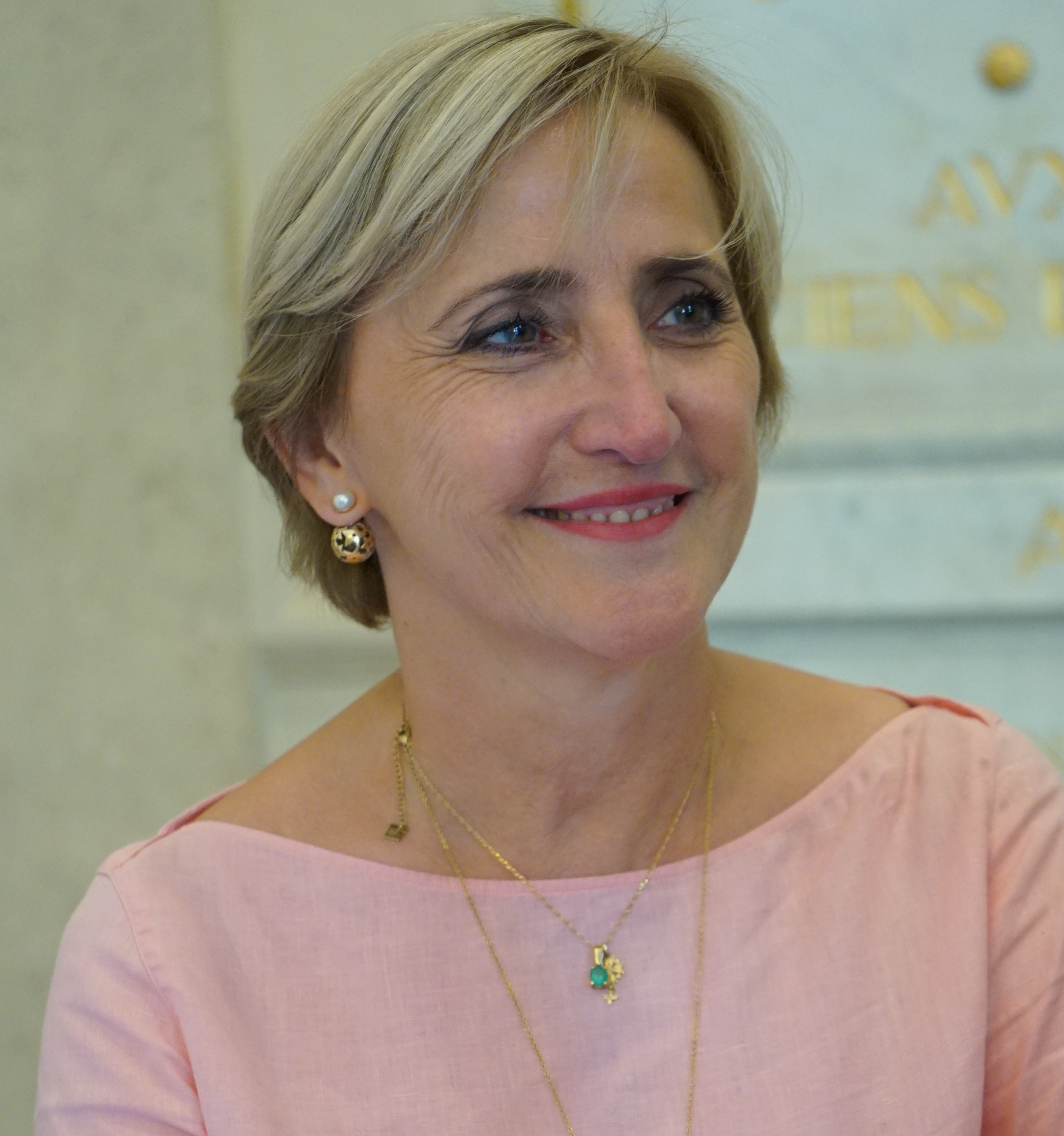
Françoise Dumas, 2017

Françoise Dumas (* 12. April 1960 in Alès) ist eine französische Politikerin. Sie ist seit 2012 Abgeordnete der Nationalversammlung.
Dumas studierte in Montpellier Jura, wo unter anderem Georges Frêche ihr Professor war. Danach studierte sie außerdem in Paris und Toulouse. Ab 1986 war sie in Nîmes als Sozialarbeiterin tätig. 2001 wurde sie Beraterin von Damien Alary, dem Präsidenten des Generalrats des Départements Gard. Bei den Parlamentswahlen 2007 kandidierte sie im ersten Wahlkreis des Départements Gard für die Parti socialiste, scheiterte aber an Yvan Lachaud (NC). Dumas gelang allerdings der Einzug in den Regionalrat der Region Languedoc-Roussillon, zu dessen Vizepräsidentin sie 2010 gewählt wurde. Bei den Wahlen 2012 trat sie erneut im selben Wahlkreis an. Im zweiten Wahlgang kam sie auf 41,9 % der Stimmen, was ihr zur Wahl reichte, da sich die übrigen Stimmen auf Lachaud (34,3 %) und den Rechtsextremen Julien Sanchez (23,8 %) aufteilten.